# 永平街道
永平街道（えいへいがいどう）は、広州市白雲区の街道。現行行政地名は永平街道元下田社区、永平街道松涛北苑社区などの社区22個がある。

## 地理
広州市白雲区の南部に位置している。

## 行政区画
22社区を管轄する。

## 施設

### 交通
・地下鉄の駅：